# Gustav Adolf Hippius
Pour les articles homonymes, voir Hippius.
Gustav Adolf Hippius est un peintre allemand de la Baltique, sujet russe, né à Nissi en 1792, mort à Reval (aujourd'hui Tallinn) en 1856.

## Biographie
Gustav Adolf Hippius est né le 1er mars 1792 mort à Reval, fils d'un pasteur.
En 1792, l'Estonie faisait partie de l'Empire russe, Hippius est de la sorte intégré à l'école de peinture russe.
Ses deux fils, Karl Gustavovitch Hippius (1826-1883) et Otto Gustavovitch Hippius (1832 ou 1833-1880), furent architectes, comme son petit-fils Otto von Dessien (1868-1918).

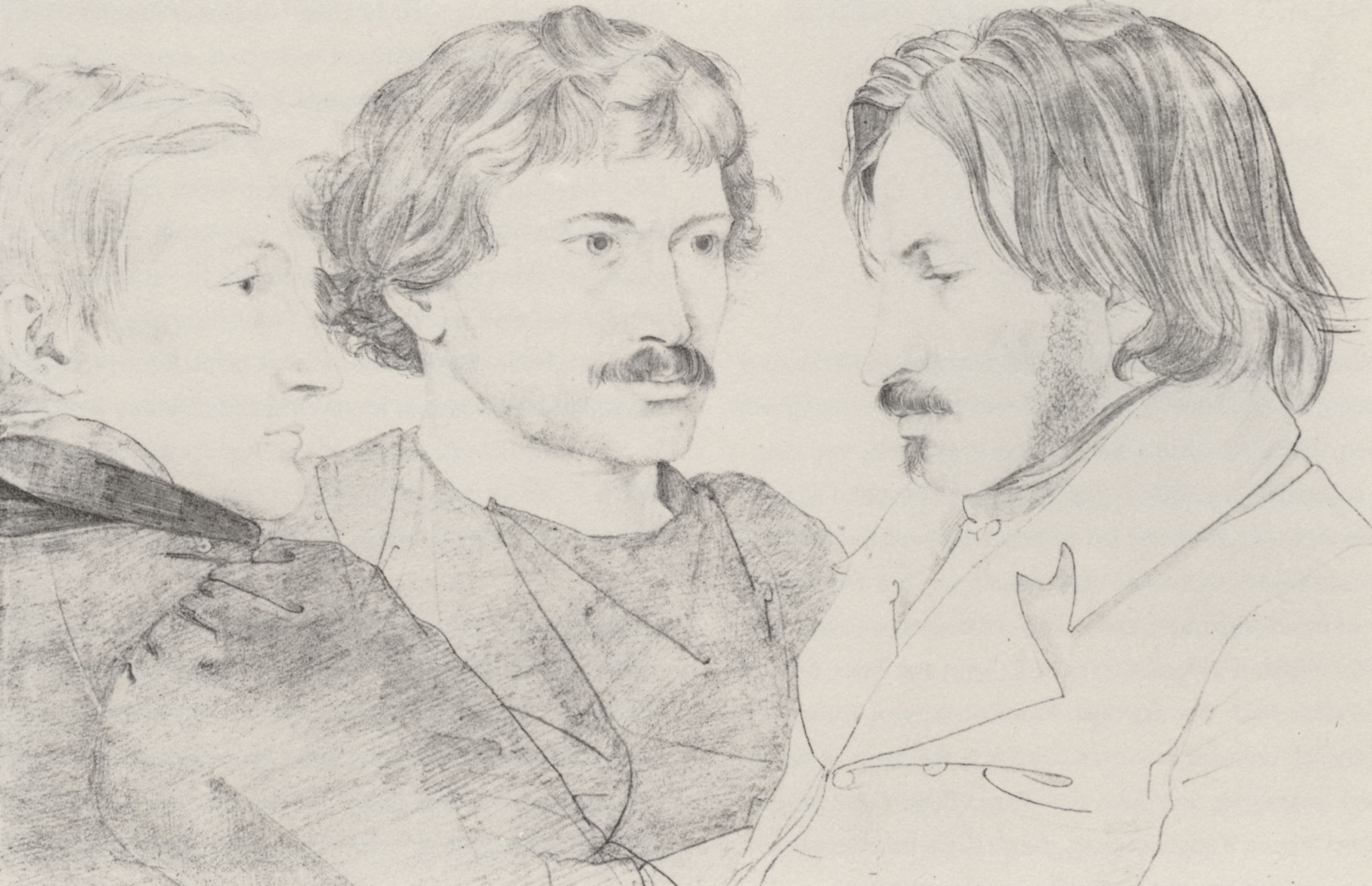
Carl Philipp Fohr, dessin représentant Otto Friedrich Ignatius, August Georg Wilhelm Pezold et Gustav Adolf Hippius.

## Œuvres
- Jeune fille estonienne, huile sur toile, 67 × 59,7 cm, 1852,  Tallinn, Kumu (Kunstimuseum) ;
- Portrait du peintre Otto Ignatius, huile sur toile, 53,3 × 42,2 cm, 1852, Tallinn, Kumu.

### Marché de l'art
- Portrait d'homme, Portrait de femme, une paire d'huiles sur toile, signées et datées, chacune : G. Hippius Reval 1852, 124 × 66,5 cm, vente aux enchères chez Van Ham, Cologne, 20 novembre 2009, n° 317, vendue 5 500 € (la paire).